# Becky! Internet Mail
Becky! Internet Mail（ベッキー インターネット メール）は、電子メール送受信用クライアントのひとつ。

## 概要
Becky! Internet Mailは、有限会社リムアーツの乗松知博が開発した、Windows上で動くシェアウェアの電子メールクライアントである。主に日本で使用されている日本製のソフトウェアではあるが、日本語版のほかに英語版も同時に公式リリースされている。これらに加え、ユーザーの手で翻訳改編された、ドイツ語版や中国語(繁体字)版もある。
1996年（平成8年）に発表され、Windows用電子メールクライアントとしては古株に属する。テキストエディタのDanaがサブセットとして組み込まれており、高機能メーラーとして人気を得た。1999年（平成11年）にはオンラインソフトウェア大賞を受賞した。シェアウェアであるが、日本国内ではすでに定番メールソフトとして評価を確立しており、雑誌・書籍などでも頻繁に紹介されている。
特徴としては、マルチアカウント対応、クエリー検索、タスク管理、送受信メールのバックアップ、3形式によるインポート・エクスポート機能、リマインドメール送信機能、柔軟なフィルタリング機能、内蔵スペルチェッカ、文字化けの解読、プラグインによる機能拡張などが挙げられる。
弱点としては、サブジェクト中の多重の文字コードに対応できていない（UTF-8とISO-2022-JPが同時に存在するサブジェクトを正しく扱えない）、絵文字に対応していない、HTMLメールでスペルチェッカーが働かないことなどが挙げられる。